# Kanton Obernai
Kanton Obernai (fr. Canton d'Obernai) je francouzský kanton v departementu Bas-Rhin v regionu Grand Est. Tvoří ho 25 obcí. Před reformou kantonů 2014 ho tvořilo 10 obcí.

## Obce kantonu
od roku 2015:
- Andlau
- Barr
- Bernardswiller
- Bernardvillé
- Blienschwiller
- Bourgheim
- Dambach-la-Ville
- Eichhoffen
- Epfig
- Gertwiller
- Goxwiller
- Heiligenstein
- Le Hohwald
- Itterswiller
- Krautergersheim
- Meistratzheim
- Mittelbergheim
- Niedernai
- Nothalten
- Obernai
- Reichsfeld
- Saint-Pierre
- Stotzheim
- Valff
- Zellwiller

před rokem 2015:
- Bernardswiller
- Bourgheim
- Goxwiller
- Innenheim
- Krautergersheim
- Meistratzheim
- Niedernai
- Obernai
- Valff
- Zellwiller